# Liste des rues d'Aoste
Pour un article plus général, voir Aoste.
Les rues à Aoste présentent toutes une double dénomination, en français et en italien. 
Dans certains cas, les formes en italien ont été obtenues par la traduction des formes originales en français, comme pour Rue Victimes du travail, qui a donné Via Caduti del lavoro ; dans la plupart des cas, au contraire, les formes francophones originales n'ont pas été traduites, puisqu'elles caractérisent la toponymie aostoise. C'est le cas de la Rue Trotechin, qui a été maintenue : Via Trotechin.
Dans le cas des dénominations référées à des personnalités, parfois dans les deux langues on a préféré traduire les prénoms, comme pour Rue Arthur Verraz, qui est devenue Via Arturo Verraz.
Certaines rues présentent uniquement une forme en français.

## Galerie de photos

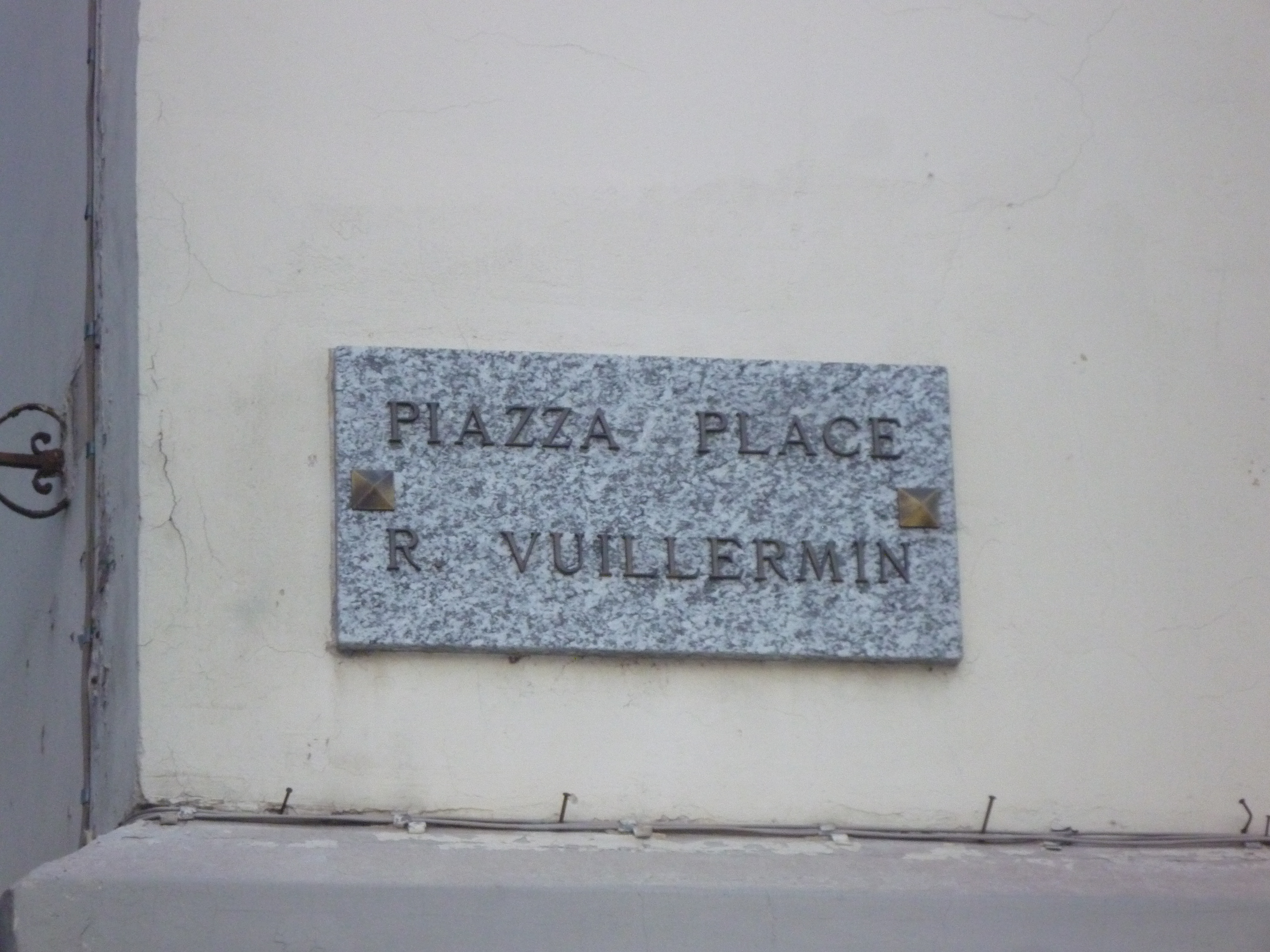
Plaque bilingue en style traditionnel.
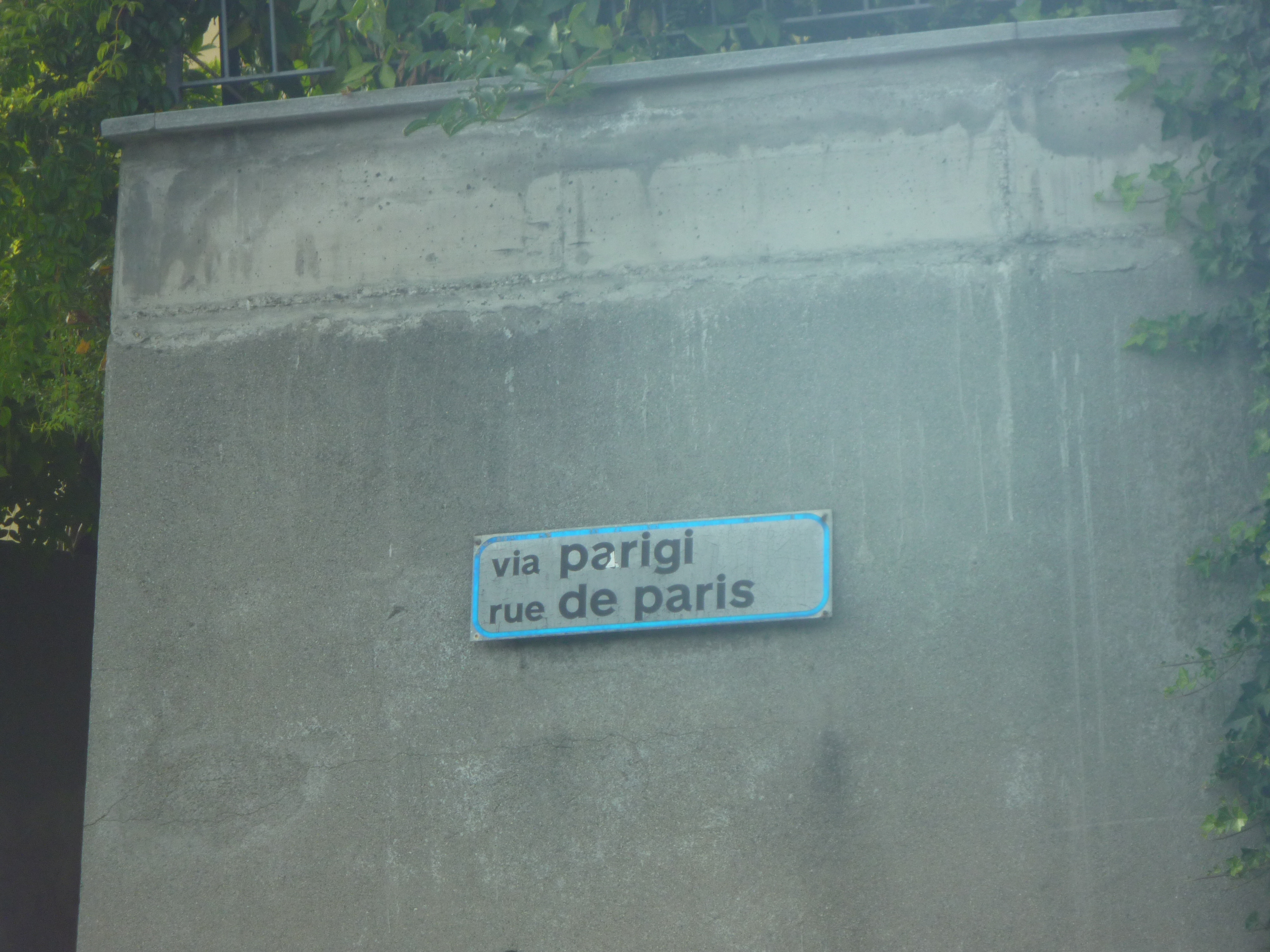
Panneau routier standard bilingue.
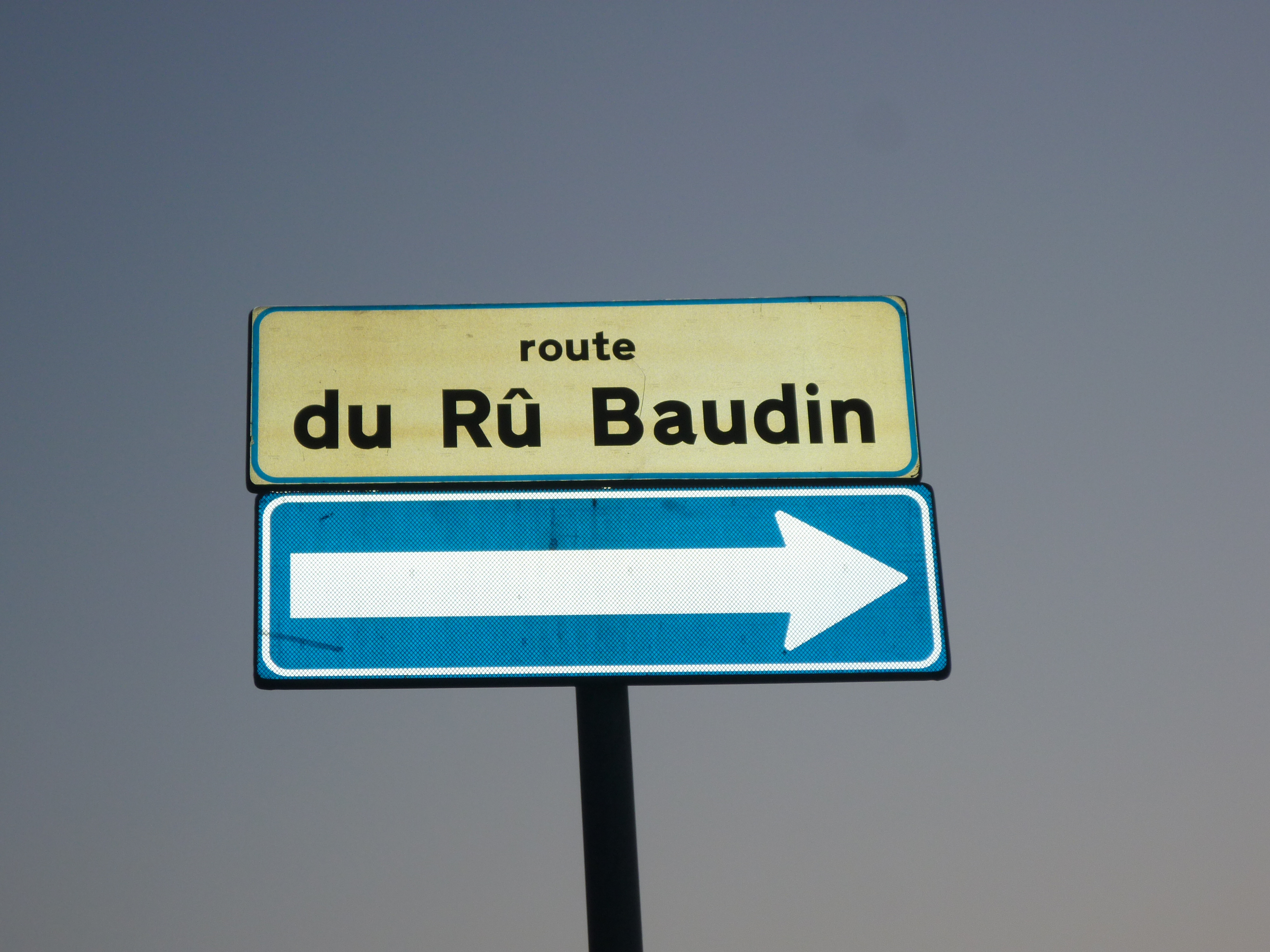
Panneau routier standard monolingue français.
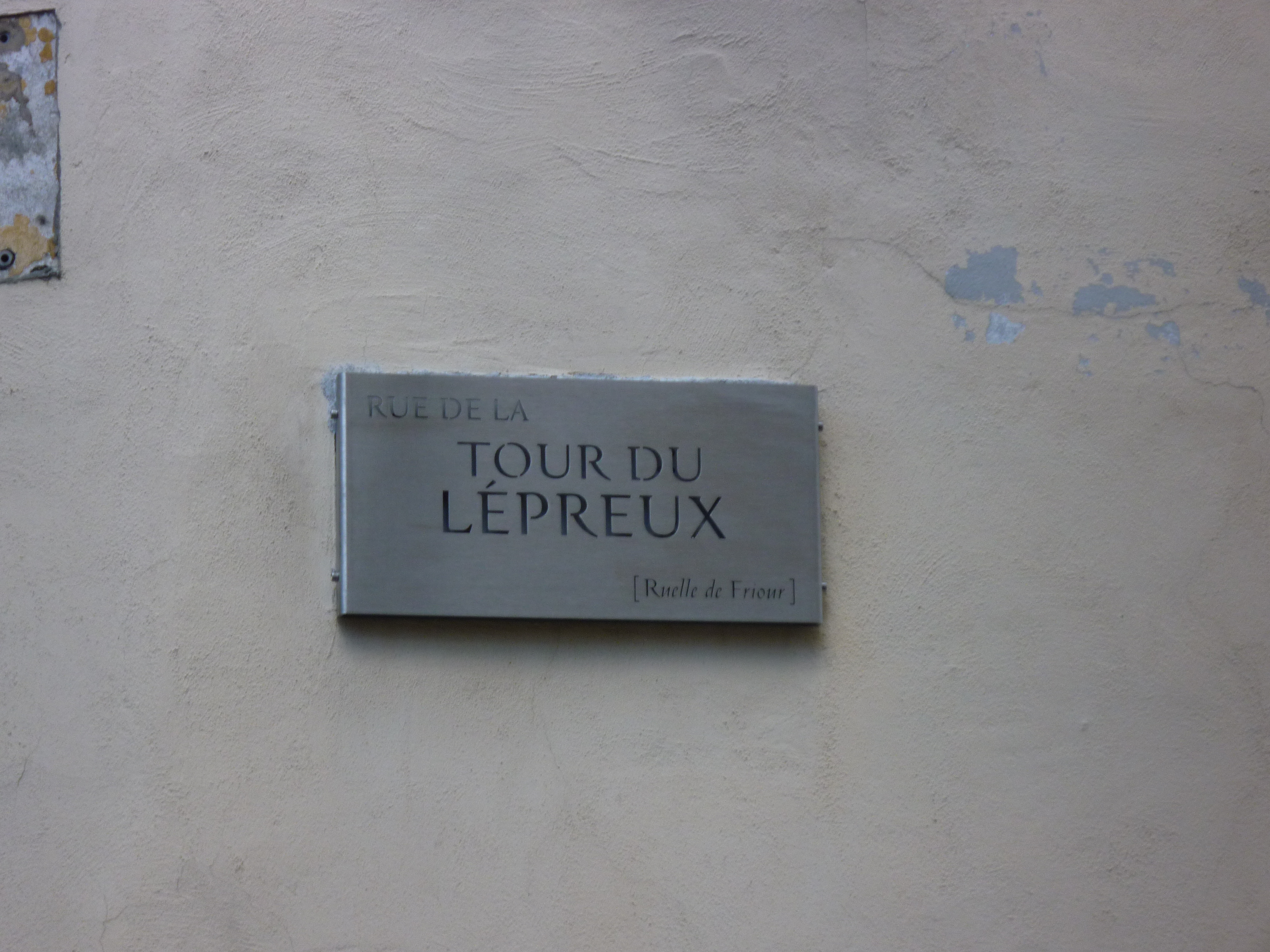
Plaque en métal monolingue en français.
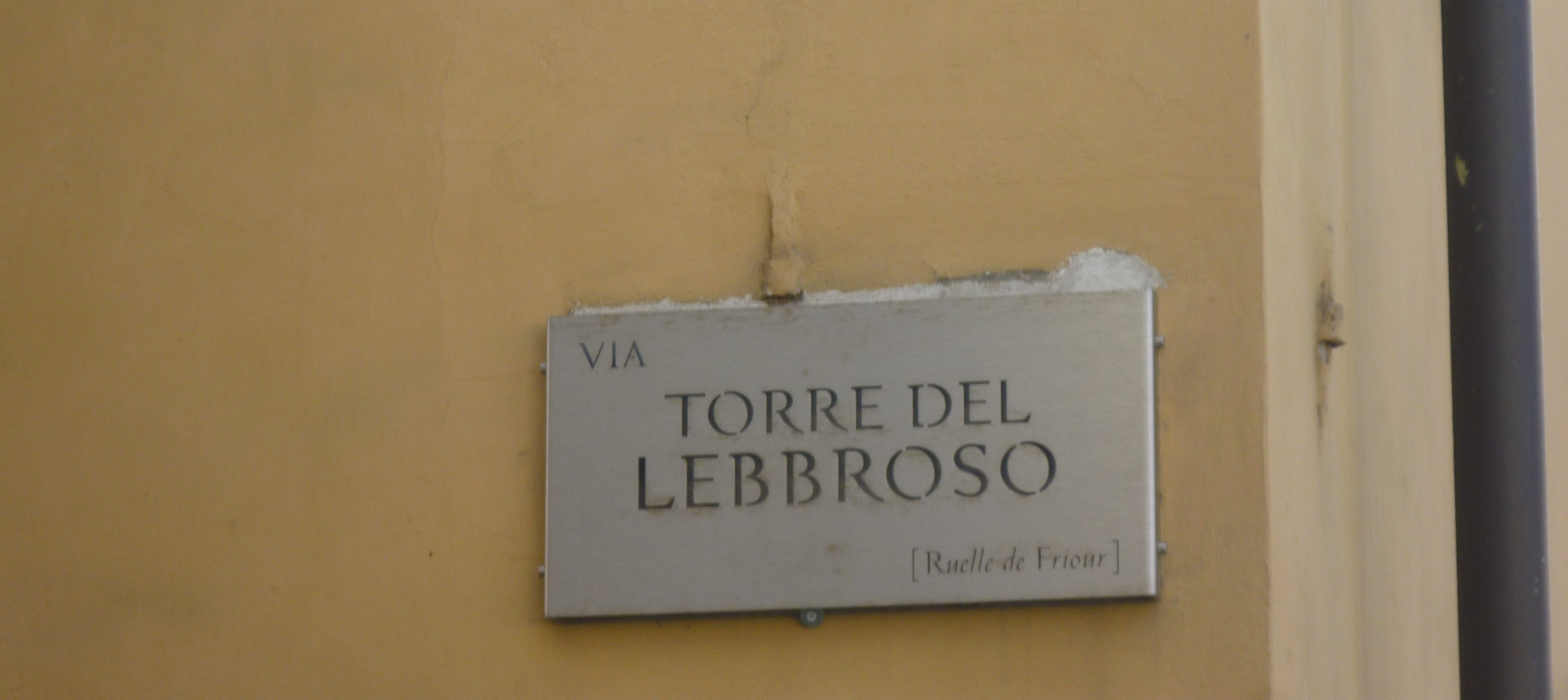
Plaque en métal monolingue en italien.
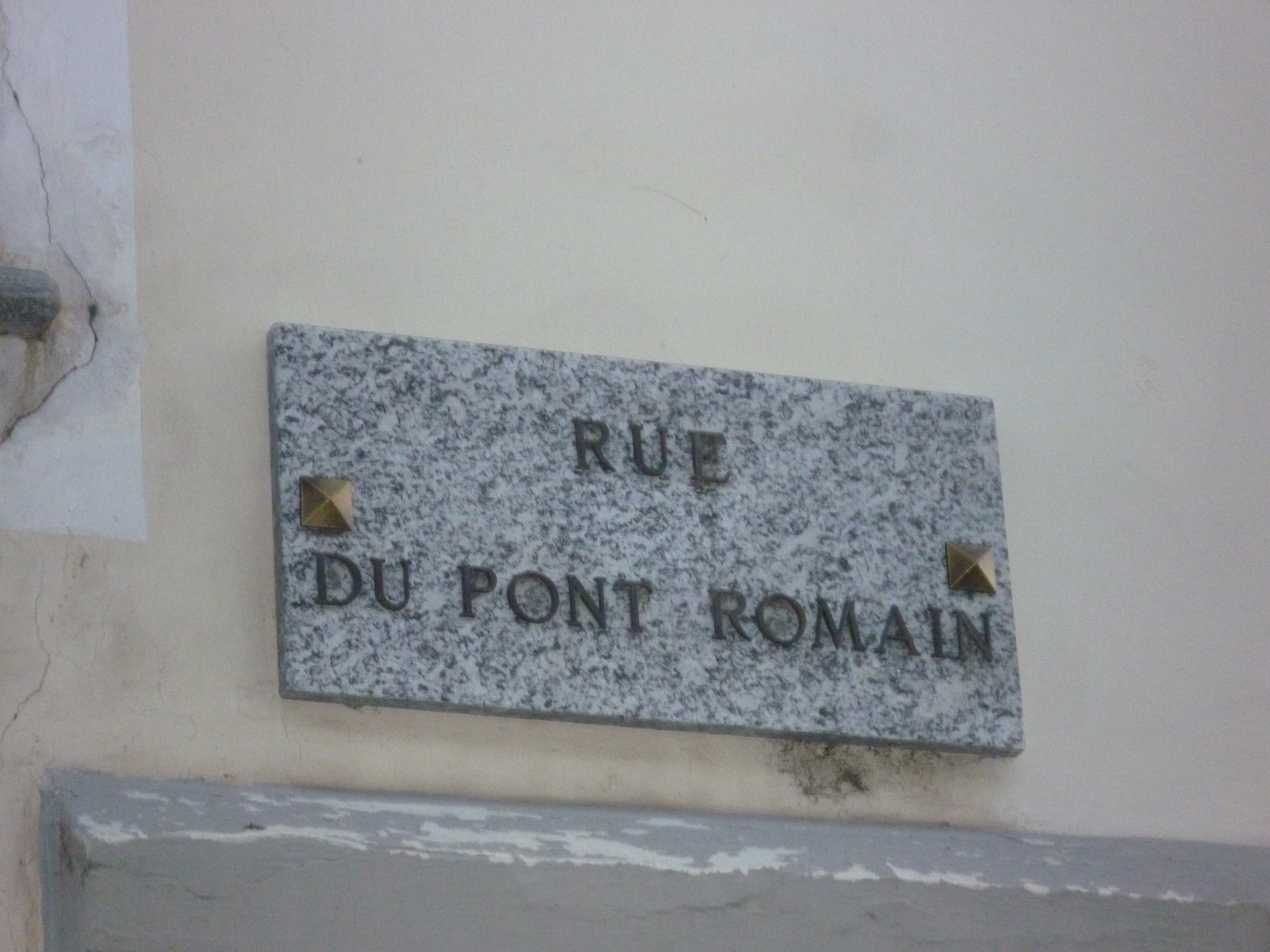
Plaque monolingue en français en style traditionnel.
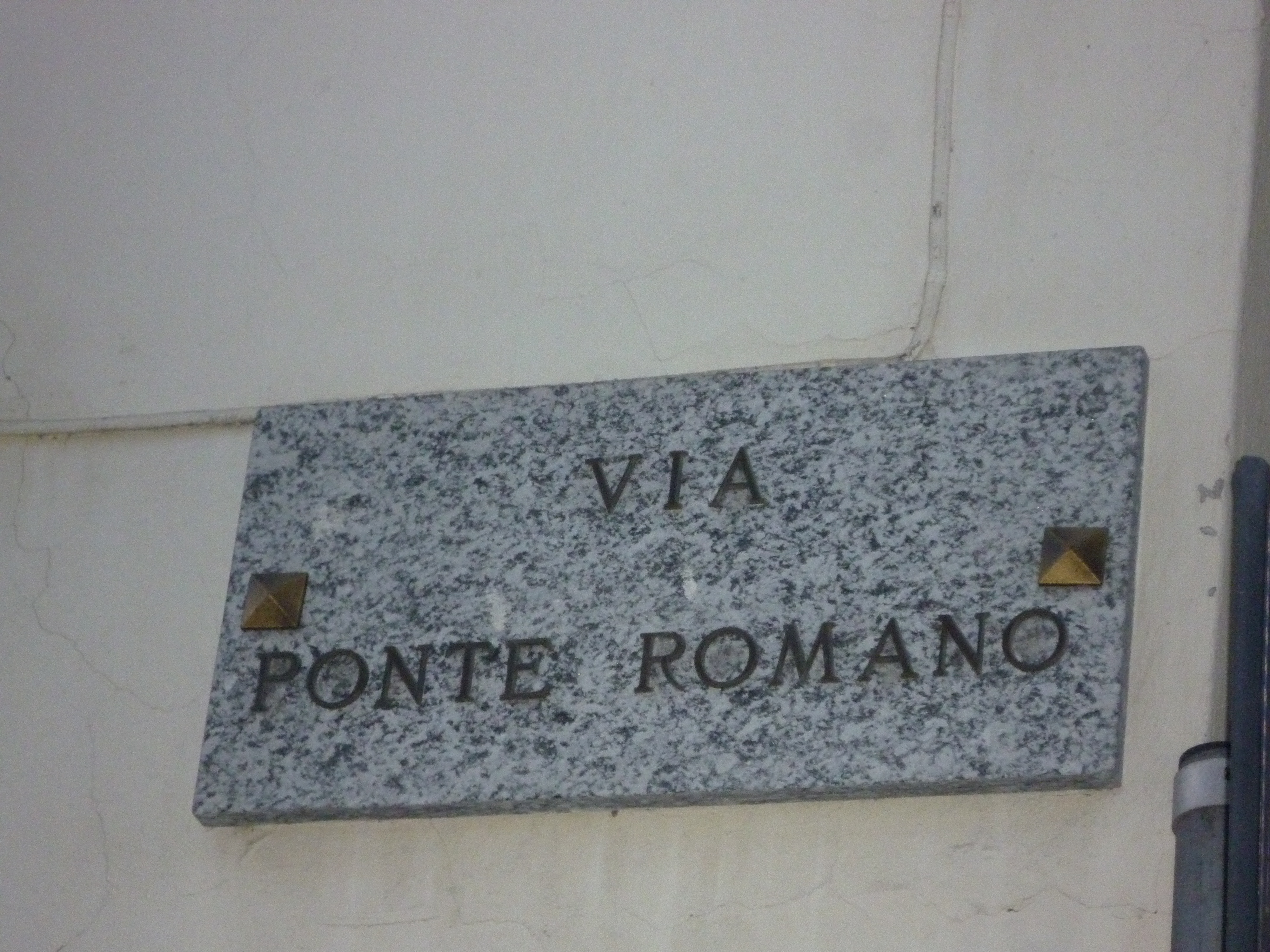
Plaque monolingue en italien en style traditionnel.

- Haut – A
- B
- C
- D
- E
- F
- G
- H
- I
- J
- K
- L
- M
- N
- O
- P
- Q
- R
- S
- T
- U
- V
- W
- X
- Y
- Z

## A
| Dénomination en français             | Dénomination en italien       | Quartier/localité        | Notes |
| ------------------------------------ | ----------------------------- | ------------------------ | --- |
| Place de l'Académie-de-Saint-Anselme |                               | Centre-ville             | Société savante valdôtaine fondée le 29 mars 1855 par le prieur Jean-Antoine Gal. |
| Rue de l'Adamello                    | Via Adamello                  | Saint-Martin-de-Corléans | Massif des Alpes rhétiques. |
| Rue colonel Édouard Alessi           | Via colonnello Edoardo Alessi | Quartier Cogne           | Colonel valdôtain (Aoste, 1887 - Colombera di Sondrio, 1945) des Carabiniers, décoré de deux médailles militaires, il s'enfuit en Suisse pour ne pas collaborer avec les milices fascistes le 8 septembre 1943. Il rentre comme partisan et organise la résistance dans le Valteline, où il est frappé à mort en bataille.                                      |
| Rue de l'amphithéâtre                | Via dell'anfiteatro           | Vieille ville            | Rue dédiée à l'amphithéâtre romain d'Aoste. |
| Place de l'ancien abattoir           | Piazza dell'ancien abattoir   | Quartier du Buthier      | Place derrière l'ancien abattoir de la ville. |
| Rue Saint-Anselme                    | Via Sant'Anselmo              | Vieille ville            | Autrefois Rue du faubourg Saint-Ours de la Porte prétorienne jusqu'à la Collégiale de Saint-Ours et Rue du Bovarnier jusqu'à l'Arc d'Auguste, rue dédiée au théologien, philosophe, archevêque de Cantorbéry et docteur de l'Église valdôtain (1033/1034-1109), qui vécut en Normandie et en Angleterre.                                                        |
| Rue de l'archet                      | Via dell'archet               | Centre-ville             | Seigneurs de Morgex, où se situe la Tour de l'Archet. |
| Rue du jeu de l'arquebuse            | Via dell'archibugio           | Centre-ville             | Ruelle dédiée à l'édifice situé autrefois à l'angle entre l'avenue Bataillon Aoste et l'avenue des partisans, siège de l'Association des arbalétriers (fond. 1206), de la Compagnie du jeu de l'arquebuse (1427) et de la Société des chevaliers tireurs (1838), détruit en 1929 par les fascistes pour bâtir une salle de gymnastique.                         |
| Place de l'Arc d'Auguste             | Piazza dell'Arco d'Augusto    | Pont-de-pierre           | Place de l'arc de triomphe romain d'Auguste. |
| Route de la Riondaz                  | Strada de la Riondaz          | La Riondaz               | Toponyme. |
| Rue de l'Artanavaz                   | Via Artanavaz                 | Champbarlet              | Torrent de la vallée du Grand-Saint-Bernard. |
| Rue Édouard Aubert                   | Via Édouard Aubert            | Vieille ville            | Autrefois Rue du Marché-Vaudan, rue dédiée au peintre et archéologue français (Paris, 1814 - Paris, 1888), auteur entre autres du recueil d'incisions La Vallée d'Aoste (éd. Amyot, 1860) qui avec d'autres ouvrages ont fait connaître la Vallée d'Aoste en Europe. Le nom de cette rue fut changé en Rue du 9 mai par les autorités fascistes de 1937 à 1946. |
| Rue Claude d'Avise                   | Via Claude d'Avise            | Vieille ville            | Autrefois Ruelle de Tacomet, rue dédiée au membre (? - 1586) de la famille d'Avise, seigneurs du Valgrisenche à partir de la fine du XIIe siècle, l'une des familles n'étant pas soumises aux ducs de Savoie, propriétaires de trois châteaux : le château d'Avise, le château de Blonay et la maison forte du Cré.                                             |
| Rue Victor Avondo                    | Via Vittorio Avondo           | Quartier du Buthier      | Peintre piémontais (1836-1910) responsable de la restauration du château d'Issogne et d'autres parmi les principaux châteaux de la Vallée d'Aoste avec Alfredo d'Andrade, Federigo Pastoris et Giuseppe Giacosa. |

## B
| Dénomination en français          | Dénomination en italien           | Quartier/localité                                           | Notes |
| --------------------------------- | --------------------------------- | ----------------------------------------------------------- | --- |
| Rue du Bailliage                  | Via Bailliage                     | Bourg Saint-Ours                                            | Autrefois Rue de Casei, ruelle dédiée à l'autorité de la ville d'Aoste au Moyen Âge. |
| Avenue Bataillon Aoste            | Corso Battaglione Aosta           | Centre-ville                                                | Bataillon valdôtain des Alpins décoré d'une médaille militaire pour la guerre de 1915-1918. Cette avenue correspond à la section de la route des Gaules qui traversait le Faubourg Saint-Genis au-delà du pont sur la Rive de la cité.                                                                     |
| Place Bataillon Cervin            | Piazza Battaglione Cervino        | Quartier de la Doire                                        | Bataillon valdôtain des Alpins. |
| Rue César Battisti                | Via Cesare Battisti               | Quartier Cogne                                              | Géographe, homme politique et révolutionnaire irrédentiste italien (1875-1916). |
| Route du rû Baudin                | Strada del rû Baudin              | Saumont                                                     | Toponyme. |
| Rue de Beauregard                 | Via Beauregard                    | Beauregard                                                  | Toponyme. |
| Rue Saint Bernard de Menthon      | Via Saint Bernard de Menthon      | Vieille ville                                               | Autrefois Rue dessous des prêtres, rue dédiée à l'homme religieux (923 ou 996 ? - 1008 ou 1081 ?), chanoine régulier d'Aoste, parfois dénommé localement Saint Bernard du Mont-Joux, patron des cols du Grand e du Petit-Saint-Bernard, reliant la Vallée d'Aoste respectivement au Valais et à la Savoie. |
| Rue Aimé Berthet                  | Via Amato Berthet                 | Quartier de la Doire                                        | Protagoniste de l'autonomie valdôtaine (1913-1971). |
| Rue baron Emmanuel Bich           | Via barone Emmanuel Bich          | Saint-Martin-de-Corléans                                    | Autrefois Rue du temple, rue dédiée au baron châtillonnais (1800-1866), syndic d'Aoste (1838-1841) et arrière-grand-père du baron Marcel Bich. |
| Rue Lino Binel                    | Via Lino Binel                    | Champbarlet                                                 | Protagoniste de l'autonomie valdôtaine (1904-1981). |
| Route de Bioulaz                  | Strada di Bioulaz                 | Bioulaz                                                     | Ce mot signifie "Bouleau" en patois valdôtain |
| Rue Bonaventure-Philibert Bornyon | Via Bonaventure-Philibert Bornyon | Bibian                                                      | Juriste valdôtain vécu au XVIe siècle, membre de la commission de rédaction du Coutumier, le recueil de lois du Duché d'Aoste. |
| Route de Borgnalle                | Strada di Borgnalle               | Borgnalle                                                   | Toponyme. |
| Rue chanoine Justin Boson         | Via canonico Justin Boson         | Quartier du Buthier                                         | Chanoine valdôtain (1883-1954), professeur de philologie orientale à l'Université catholique de Milan, paléographe, président de l'Académie Saint-Anselme. |
| Rue des bouleaux                  | Via delle betulle                 | Localités : Les Fourches, Bibian, Collignon, Gotrau, Pallin | |
| Rue de Bramafam                   | Via Bramafam                      | Centre-ville                                                | Rue entre la Maison Savouret et la tour Bramafam. |
| Rue chanoine Joseph Bréan         | Via canonico Joseph Bréan         | Saint-Martin-de-Corléans                                    | Prêtre écrivain (Paris, 1910 - Aoste, 1953), fondateur du Cercle de la culture valdôtaine et auteur de l'Anthologie littéraire valdôtaine. Protagoniste de l'autonomie valdôtaine. |
| Route de Brenloz                  | Strada di Brenloz                 | Brenloz                                                     | Toponyme. |
| Rue Jules Brocherel               | Via Jules Brocherel               | Saint-Roch                                                  | Alpiniste et ethnologue courmayeurein (1871-1954). |
| Route de Busséyaz                 | Strada di Busséyaz                | Busséyaz                                                    | Toponyme. |
| Rue du Buthier                    | Via Buthier                       | Quartier de la Doire                                        | Fleuve qui coule du Valpelline et se jette dans la Doire Baltée à Aoste. Deuxième cours d'eau de la région par importance (après la Doire Baltée). |

## C
| Dénomination en français             | Dénomination en italien             | Quartier/localité            | Notes |
| ------------------------------------ | ----------------------------------- | ---------------------------- | --- |
| Chemin des Capucins                  | Strada dei Cappuccini               | Les Capucins                 | Route de l'ancien Petit séminaire d'Aoste appartenant aux frères capucins, aujourd'hui siège de l'Université de la Vallée d'Aoste. |
| Rue Carabel                          | Via Carabel                         | Vieille ville                | Autrefois Rue Saint-Sauveur, rue dédiée à l'ancienne famille noble qui résidait au palais Roncas, dont un membre, François, a été syndic de la ville de 1597 à 1598. |
| Rue Giosuè Carducci                  | Via Giosuè Carducci                 | Centre-ville                 | Poète italien (1835-1907) |
| Rue Georges Carrel                   | Via Georges Carrel                  | Centre-ville                 | Autrefois Avenue de la gare, rue dédiée au religieux, scientifique et vulgarisateur valdôtain (1800-1870). |
| Rue major Joseph Cavagnet            | Via maggiore Joseph Cavagnet        | Quartier Cogne               | Major de l'armée (Cogne, 1913 - Aoste, 1964), chef des partisans. |
| Place Séverin Caveri                 | Piazza Séverin Caveri               | Vieille ville                | Avocat et protagoniste de l'autonomie valdôtaine (1908-1977). |
| Place Chevaliers de Vittorio Veneto  | Piazza Cavalieri di Vittorio Veneto | Quartier du Buthier          | Dénommée localement Place du marché et dédiée à une institution de la République italienne. |
| Rue Laurent Cerise                   | Via Laurent Cerise                  | Centre-ville                 | Médecin valdôtain (Aoste, 1807 - Paris, 1869) qui exerça son activité à Paris et devint célèbre pour ses idées révolutionnaires pour le traitement des maladies mentales et du système nerveux. |
| Rue Jean-Baptiste Cerlogne           | Via Jean-Baptiste Cerlogne          | Centre-ville                 | Poète valdôtain de langue francoprovençale, originaire de Saint-Nicolas. |
| Rue César Chabloz                    | Via César Chabloz                   | Vieille ville                | Syndic d'Aoste (1868-1932). |
| Avenue Frédéric Chabod               | Viale Federico Chabod               | Condémine                    | Historien, homme politique et militant antifasciste, partisan de l'autonomie valdôtaine, premier président de la région autonome (1901-1960). |
| Rue de la pointe de Chaligne         | Via punta Chaligne                  | Centre-ville                 | Montagne au nord de la ville, point le plus élevé de la commune d'Aoste. |
| Rue de Challant                      | Via Challant                        | Centre-ville                 | Autrefois Rue du Folliex, rue dédiée à la plus importante famille noble valdôtaine. |
| Rue de Chambéry                      | Via Chambéry                        | Centre-ville                 | Ville française, préfecture du département de la Savoie, ancienne capitale des États de Savoie. |
| Rue de Chamolé                       | Via Chamolé                         | Centro città                 | Lac alpin près de Pila, dans la commune de Gressan. |
| Rue capitaine Jean-François Chamonin | Via capitano Jean-François Chamonin | Quartier Cogne               | Capitaine valdôtain (1762-1828) originaire de Valgrisenche, héros avec Claude-Joseph Darbelley de la bataille du col du Mont (1793-94) contre la France révolutionnaire. |
| Place Émile Chanoux                  | Piazza Émile Chanoux                | Vieille ville                | Autrefois Rue Saint-François, ensuite Place Charles-Albert, place principale de la ville, dédiée à Émile Chanoux, célèbre homme politique valdôtain, notaire et martyr pour l'autonomie valdôtaine (1906-1944). |
| Rue abbé Pierre Chanoux              | Via abbé Pierre Chanoux             | Vieille ville                | Prêtre, alpiniste et botaniste valdôtain originaire de Champorcher, fondateur du jardin botanique alpin Chanousia, au Col du Petit-Saint-Bernard (1829-1909). |
| Rue Julien Charrey                   | Via Julien Charrey                  | Vieille ville                | Autrefois Ruelle du palais de l'empereur, ruelle dédiée à un syndic d'Aoste (1876-1917). |
| Rue de Châtelard                     | Via Châtelard                       | Saint-Martin-de-Corléans     | Château sur la commune de La Salle. |
| Rue général Louis Chatrian           | Via generale Luigi Chatrian         | Quartier Cogne               | Officier (Aoste, 1891 - Rome, 1967) des Alpins décoré pendant la Première Guerre mondiale, originaire de Torgnon, expert de culture militaire et de droit international. |
| Rue de Chavanne                      | Via Chavanne                        | Centre-ville                 | Torrent affluent de la Doire du Verney dans le vallon de La Thuile. |
| Rue Gilles de Chevrères              | Via Gilles de Chevrères             | Montan                       | Syndic d'Aoste en 1333 selon Jean-Baptiste de Tillier, inscrit dans la Chronologie des nobles syndics de la Cité et du Bourg d'Aoste. Les dates et les lieux de naissance et de mort sont inconnues. |
| Rue du val Clavalité                 | Via Clavalité                       | Saint-Roch                   | Vallée latérale valdôtaine au sud de Fénis. |
| Rue du Collège-de-Saint-Bénin        | Via del Collegio Saint-Bénin        | Centre-ville                 | Autrefois Ruelle du collège. |
| Ruelle des Cogneins                  |                                     | Vieille ville                | Dédiée aux habitants de Cogne. |
| Avenue du-Conseil-des-Commis         |                                     | Vieille ville                | Institution politique valdôtaine (XVIe - XVIIIe siècle). Le Conseil Communal décida qu'il n'y aurait pas de traduction en italien. |
| Route Notre-Dame-de-la-Consolation   | Strada della Consolata              | Notre-Dame-de-la-Consolation | Toponyme. |
| Route de Cossan                      | Strada di Cossan                    | Cossan                       | Toponyme. |
| Rue du Coutumier                     | Via del Coutumier                   | Champailler                  | Recueil de lois concernant le Duché d'Aoste. |
| Rue Amilcar Crétier                  | Via Amilcar Crétier                 | Centre-ville                 | Alpiniste (Verrès, 1909 - Valtournenche, 1933). |
| Rue Croix-de-ville                   | Via Croix-de-ville                  | Vieille ville                | Autrefois dénommée Rue du Mauconseil jusqu'au croisement avec la rue monseigneur de Sales et Rue sur Mauconseil ou Rue du palais jusqu'à la place Roncas, rue dédiée à la croix érigée en face du temple vaudois d'Aoste, après l'expulsion légendaire de Jean Calvin. |
| Rue de la-Croix-Noire                | Strada della Croix-Noire            | Croix-Noire                  | Toponyme. |
| Avenue comte Édouard Crotti          | Viale conte Édouard Crotti          | Saint-Martin-de-Corléans     | Édouard Crotti de Costigliole, comte piémontais (Saluces, 1799 - Aoste, 1870), directeur de l'école militaire des nobles au Piémont et adjudant de camp du vice-roi de Savoie. Premier secrétaire d'ambassade et ministre per interim à Paris, ministre résident à Bruxelles et plénipotentiaire à Berne. Il se retire de la carrière diplomatique en Vallée d'Aoste où il est accueilli par les comtes Passerin d'Entrèves, avec lesquels il avait des liens de parenté. |
| Route de Crou                        | Strada di Crou                      | Crou                         | Toponyme. |

## D
| Dénomination en français              | Dénomination en italien              | Quartier/localité                              | Notes |
| ------------------------------------- | ------------------------------------ | ---------------------------------------------- | --- |
| Rue Carlo Alberto dalla Chiesa        | Via Carlo Alberto dalla Chiesa       | Pont-Suaz                                      | Général des Carabiniers (Saluces, 1920 – Palerme, 1982), préfet et résistant, fondateur de la Cellule spéciale antiterrorisme.                                                                                      |
| Rue capitaine Claude-Joseph Darbelley | Via capitano Claude-Joseph Darbelley | Quartier Cogne                                 | Capitaine valdôtain (Valgrisenche, ? - Petit-Saint-Bernard, 1828), héros avec Claude-Joseph Darbelley de la bataille du Col-du-Mont (1793-94) contre la France révolutionnaire.                                     |
| Place Albert Deffeyes                 | Piazza Albert Deffeyes               | Centre-ville                                   | Place du Palais régional, siège du gouvernement régional, intitulée à un protagoniste de l'autonomie valdôtaine (Aoste, 1913 - Aoste, 1953).                                                                        |
| Rue de la Doire Baltée                | Via Dora Baltea                      | Quartier de la Doire                           | Fleuve principal de la Vallée d'Aoste. |
| Rue Donneurs de sang bénévoles        | Via Volontari del sangue             | Saint-Martin-de-Corléans                       | |
| Rue monseigneur Joseph-Auguste Duc    | Via monsignor Joseph-Auguste Duc     | Vieille ville                                  | Né à Châtillon le 18 février 1835, mort à Aoste le 13 décembre 1922. Nommé évêque d'Aoste à l'âge de 37 ans en 1872, il se retire en 1907. Auteur d'une « Histoire de l'Église d'Aoste » en 10 volumes (1901-1915). |
| Rue Duc des Abruzzes                  | Via Duca degli Abruzzi               | Saint-Roch                                     | Prince, alpiniste et explorateur polaire (1873-1933). |
| Place Ermélinde Ducler                | Piazza Ermelinda Ducler              | Centre-ville                                   | Infirmière bénévole de la Croix-Rouge (1909-1943). |
| Route de Duvet-Tsanté-Pléod           | Strada di Duvet-Tsanté-Pléod         | Localités collinaires : Duvet, Tsanté et Pléod | Toponymes. |

## E
| Dénomination en français   | Dénomination en italien          | Quartier/localité        | Notes |
| -------------------------- | -------------------------------- | ------------------------ | --- |
| Rue École militaire alpine | Via della Scuola Militare Alpina | Beauregard               | Route menant au château Jocteau, siège du Centre d'instruction alpine d'Aoste. |
| Rue Edelweiss              | Via Edelweiss                    | Bibian                   | Fleur alpine. |
| Rue Georges Elter          | Via Giorgio Elter                | Quartier Cogne           | Fils (Cogne, 1924 - Pont-Suaz, 1944) de Franz Elter, directeur des mines de Cogne originaire de Gressoney-Saint-Jean, partisan actif au val de Cogne pendant la Seconde Guerre mondiale après avoir fui le camp de travail de Lajoux, il rejoint la brigade Arthur Verraz sous le nom de Plik. |
| Rue de l'Espéranto         | Via Esperanto                    | Quartier du Buthier      | Langue construite conçue à la fin du XIXe siècle par Ludwik Zamenhof (1859-1917). |
| Avenue d'Europe            | Viale Europa                     | Saint-Martin-de-Corléans | |
| Rue de l'Évançon           | Via Évançon                      | Champbarlet              | Torrent du val d'Ayas. |

## F
| Dénomination en français    | Dénomination en italien     | Quartier/localité        | Notes |
| --------------------------- | --------------------------- | ------------------------ | --- |
| Ruelle des Fermes           |                             | Champbarlet              | |
| Rue Alexandre Ferrein       | Via Alexandre Ferrein       | Vieille ville            | Autrefois Rue de Freydoz, dédiée à un chanoine de la cathédrale d'Aoste et juriste vécu au XVIe siècle. |
| Rue Jean-Boniface Festaz    | Via Jean- Boniface Festaz   | Centre-ville             | Autrefois Rue des tanneries, rue dédiée au philanthrope (1658-1682) et secrétaire du Duché d'Aoste, fondateur de l'Hospice de charité situé à son début ouest, près de la tour du lépreux. Le nom de cette rue fut changé en Rue Marconi par les autorités fascistes de 1937 à 1946.                          |
| Rue du fiollet              | Via del fiollet             | Saint-Martin-de-Corléans | Sport traditionnel valdôtain typique de la haute vallée. |
| Place des Franchises        | Piazza delle franchigie     | Vieille ville            | Autrefois La Croix-de-Ville, place dédiée à l'accord remontant à la Diète de 1191 entre Thomas Ier de Savoie et la ville d'Aoste. |
| Passage du Folliex          | Passaggio Folliex           | Vieille ville            | Autrefois Ruelle du croux des bêtes, orthographiée dans le passé également comme Folliez et Follier. Le toponyme Croux-des-bêtes indiquait un fossé qui autrefois la côtoyait. |
| Rue du Forum                | Via Forum                   | Vieille ville            | Autrefois Rue de la place du palais à la cathédrale, ruelle dédiée à l'ancien forum romain qui se trouvait à cet endroit. |
| Place Saint-François        | Piazza San Francesco        | Vieille ville            | Religieux catholique, fondateur de l'ordre des frères mineurs, patron d'Italie (1181/1182-1226), auquel était dédié un couvent autrefois situé entre cette place et la place Chanoux. Les Challant étaient dévoués à Saint François, au point qu'ils lui dédièrent la Confrérie des marchands fondée en 1628. |
| Rue François-Gabriel Frutaz | Via François-Gabriel Frutaz | Centre-ville             | Ecclésiastique et historien valdôtain (1859-1922). |
| Rue du Furggen              | Via Furggen                 | Saint-Martin-de-Corléans | Sommet du massif du Cervin. |

## G
| Dénomination en français           | Dénomination en italien     | Quartier/localité                   | Notes |
| ---------------------------------- | --------------------------- | ----------------------------------- | --- |
| Rue prieur Jean-Antoine Gal        | Via priore Jean-Antoine Gal | Condémine                           | Homme religieux (Torgnon, 1795 - Aoste, 1867), historien, archéologue et expert des restes romains en Vallée d'Aoste. |
| Avenue Joseph Garibaldi            | Viale Giuseppe Garibaldi    | Quartiere Buthier                   | Général et homme politique italien (1087-1882)                                                                        |
| Rue Maurice Garin                  | Via Maurice Garin           | Champbarlet                         | Cycliste arvelain, vainqueur en 1903 du premier Tour de France (1871-1957)                                            |
| Rue Barthélemy Gastaldi            | Via Bartolomeo Gastaldi     | Saint-Martin-de-Corléans            | Géologue et alpiniste turinois (1818-1879)                                                                            |
| Avenue de Genève                   | Viale Ginevra               | Centre-ville                        | Ville suisse, capitale du canton du même nom                                                                          |
| Rue Jean-Geoffroy (Godefroy) Ginod | Via Jean-Geoffroy Ginod     | Vieille ville                       | Autrefois Rue de Foëndoz, rue dédiée à l'évêque d'Aoste de 1585 à 1592.                                               |
| Rue abbé Gorret                    | Via abbé Gorret             | Vieille ville                       | Curé et alpiniste valtournain (1836-1907)                                                                             |
| Rue Antoine Gramsci                | Via Antonio Gramsci         | Centre-ville                        | Autrefois Rue des trois canons, rue dédiée à l'homme politique, écrivain et théoricien marxiste sarde (1891-1937).    |
| Rue du Grand-Paradis               | Via del Gran Paradiso       | Quartier Cogne                      | Massif du Val de Cogne                                                                                                |
| Avenue du Grand-Saint-Bernard      | Viale Gran San Bernardo     | Localités : Les Fourches, Saraillon | Col alpin entre l'Italie et la Suisse                                                                                 |
| Rue du Grand Tournalin             | Via Grand Tournalin         | Saumont                             | Sommet entre le Valtournenche et le Val d'Ayas                                                                        |
| Rue de la Grand Eyvia              | Via Grand Eyvia             | Champbarlet                         | Torrent du Val de Cogne                                                                                               |
| Rue Jules Guédoz                   | Via Jules Guédoz            | Centre-ville                        | Guide de montagne valdôtain (1907-1929) originaire de Courmayeur.                                                     |

## H
| Dénomination en français    | Dénomination en italien     | Quartier/localité | Notes |
| --------------------------- | --------------------------- | ----------------- | --- |
| Rue abbé Joseph-Marie Henry | Via abbé Joseph-Marie Henry | Centre-ville      | Curé, historien, botaniste et alpiniste valdôtain (1870-1947) |
| Rue de l'Hôtel des États    | Via Hôtel des États         | Vieille ville     | Autrefois Ruelle Saint-François, dédiée à l'édifice qui accueillit autrefois le Conseil des Commis, aujourd'hui siège d'expositions. |
| Rue de l'Hôtel des monnaies | Via Hôtel des monnaies      | Bourg Saint-Ours  | Rue où se situe l'édifice de propriété des frères René et Michel Tollein siège de la Monnaie des États de Savoie au XIVe siècle, désaffectée en 1588. Son toponyme italianisé en Via antica zecca à l'époque fasciste, elle est connue localement comme Rue de la fausse-monnaie. Elle longe la Rive du bourg (dénommée également Canal des moulins ou Rive Pontel). |

## I
| Dénomination en français | Dénomination en italien | Quartier/localité | Notes |
| ------------------------ | ----------------------- | ----------------- | --- |
| Rue Pape Innocent V      | Via Innocenzo V Papa    | Centre-ville      | Selon certains experts, Innocent V était valdôtain, originaire du hameau d'Écours, dans la commune de La Salle |
| Avenue d'Ivrée           | Corso Ivrea             | Saint-Roch        | Ville piémontaise                                                                                              |

## J
| Dénomination en français | Dénomination en italien | Quartier/localité | Notes |
| ------------------------ | ----------------------- | ----------------- | --- |
| Place Jean XXIII         | Piazza Giovanni XXIII   | Vieille ville     | Autrefois Place Notre-Dame et connue localement comme Place de la cathédrale, dédiée au pape Ange-Joseph Roncalli (1881-1963). |
| Rue Saint-Joconde        | Via San Giocondo        | Vieille ville     | Autrefois Rue des pierres franchises, rue dédiée à l'évêque d'Aoste (... - 522).                                               |

## K
| Dénomination en français | Dénomination en italien | Quartier/localité | Notes                                 |
| ------------------------ | ----------------------- | ----------------- | ------------------------------------- |
| Rue de Kaolack           | Via Kaolack             |                   | Ville sénégalaise jumelée avec Aoste. |

## L
| Dénomination en français    | Dénomination en italien  | Quartier/localité | Notes |
| --------------------------- | ------------------------ | ----------------- | --- |
| Avenue des Lanciers d'Aoste | Corso Lancieri di Aosta  | Champbarlet       | |
| Rue Larsinaz                | Via Larsinaz             | Quartier Cogne    | |
| Avenue Père Laurent         | Corso Padre Lorenzo      | Les capucins      | De son vrai nom Pierre-Thomas Lachenal, il fut un frère capucin aostois, bienfaiteur et fondateur de l'hospice de charité situé sur cette avenue, qui porte encore aujourd'hui son nom (1809-1880) |
| Avenue Émile Lexert         | Viale Émile Lexert       | Quartier Cogne    | Partisan mort pendant la Seconde Guerre mondiale (1911-1944) |
| Rue Liconi                  | Via Liconi               | Quartier Cogne    | |
| Rue Jean-Sébastien Linty    | Via Jean-Sébastien Linty | Bourg Saint-Ours  | Né le 19 mai 1740 à Wangen dans le diocèse de Constance mais élevé à Châtillon, il fait des études de droit puis prend en 1789 la direction de l'« Hôpital Mauricien » charge qu'il continue d'exercer après la constitution de la « Commission des Hospices » qui le remplace sous le régime français en 1801. Il meurt à Aoste le 9 septembre 1819. |
| Rue de Lausanne             | Via Losanna              | Centre-ville      | Ville suisse, capitale du Canton de Vaud |
| Rue de Lostan               | Via De Lostan            | Vieille ville     | Autrefois Ruelle des Ostans, dédiée à une ancienne famille noble aostoise, dont un membre, Mathieu de Lostan, fut bailli d'Aoste à l'origine de la création du Conseil des Commis en 1536. |
| Rue Sylvain Lucat           | Via Silvano Lucat        | Centre-ville      | |
| Rue du Lys                  | Via Lys                  | Centre-ville      | Torrent de la vallée du même nom |

## M
| Dénomination en français        | Dénomination en italien        | Quartier/localité        | Notes |
| ------------------------------- | ------------------------------ | ------------------------ | --- |
| Rue du 1er mai                  | Via 1° maggio                  | Pont-Suaz                | Fête du Travail. |
| Rue Guillaume Maillet           | Via Guillaume Maillet          | Vieille ville            | Autrefois Ruelle de la Tourneuve. |
| Rue Xavier de Maistre           | Via Xavier de Maistre          | Vieille ville            | Autrefois Rue de Pertuis, rue dédiée à l'écrivain savoisien (1763-1852), auteur du récit Le lépreux de la cité d'Aoste. Il vécut à Aoste de 1773 à 1779 au Palais Barillier, rue Croix-de-ville et avenue Conseil des Commis. |
| Rue de Malherbes                | Via Malherbes                  | Vieille ville            | Autrefois Ruelle de Dandepran. |
| Place Innocent Manzetti         | Piazza Innocenzo Manzetti      | Centre-ville             | Dénommé localement Place de la gare et dédiée au scientifique aostois inventeur du téléphone (1826-1877). |
| Rue du Marché-Vaudan            | Via Marché-Vaudan              | Vieille ville            | Autrefois Ruelle de Malherbes. |
| Rue du Marmore                  | Via Marmore                    | Centre-ville             | Torrent du Valtournenche |
| Avenue Saint-Martin-de-Corléans | Corso Saint-Martin-de-Corléans | Saint-Martin-de-Corléans | |
| Rue Jean-Laurent Martinet       | Via Laurent Martinet           | Vieille ville            | Autrefois Rue du faubourg de la rive, rue dédiée à l'avocat et homme politique originaire de La Thuile (1800-1858). Le nom de cette rue fut changé en Rue M.O. Bossonetto par les autorités fascistes de 1937 à 1946.         |
| Rue Jacques Matteotti           | Via Giacomo Matteotti          | Centre-ville             | Député socialiste et antifasciste italien (1885-1924) |
| Rue du Mauconseil               | Via Mauconseil                 | Vieille ville            | Le nom de cette rue fut changé en Rue majeur L. Lama par les autorités fascistes de 1937 à 1946. |
| Rue Joseph Mazzini              | Via Giuseppe Mazzini           | Quartier du Buthier      | Connue localement comme Place du stade (référée au stade Puchoz), rue dédiée au révolutionnaire, républicain et patriote italien (1805-1872).                                                                                 |
| Rue Saint-Michel                | Via San Michele                | Centre-ville             | |
| Rue Jean-Claude Mochet          | Via Jean-Claude Mochet         | Borgnalle                | Historien valdôtain (1600?-1660?), auteur du Porfil historial d'Aouste (XVIIe siècle). |
| Rue du Mont-Gelé                | Via Mont-Gelé                  | Pont-de-Pierre           | Sommet entre Vallée d'Aoste et Valais (3 519 mètres) |
| Rue du Mont-Vélan               | Via Mont-Vélan                 | Pont-de-Pierre           | Sommet entre Vallée d'Aoste et Valais (3 731 mètres) |
| Rue du Mont Dzerbion            | Via Monte Zerbion              | Pont-de-Pierre           | Sommet entre le Valtournenche et le Val d'Ayas (2 722 mètres) |
| Route des Montagnayes           | Strada Montagnayes             | Saint-Roch               | |
| Rue du Mont Blanc               | Via Monte Bianco               | Quartier Cogne           | Le sommet le plus haut d'Europe (4 806 mètres) |
| Rue du Mont Cervin              | Via Monte Cervino              | Quartier Cogne           | Légendaire sommet (4 478 mètres) |
| Rue du Mont Émilius             | Via Monte Émilius              | Saint-Roch               | Sommet près d'Aoste (3 559 mètres) |
| Rue du Mont Fallère             | Via Mont Fallère               | Quartier Cogne           | Sommet dans la commune de Saint-Nicolas (3 061 mètres) |
| Rue du Mont Grappa              | Via Monte Grappa               | Centre-ville             | Sommet de la Vénétie (1 775 mètres) |
| Boulevard du Mont Grivola       | Viale Monte Grivola            | Saint-Martin-de-Corléans | Sommet du massif du Grand-Paradis (3 969 mètres) |
| Rue du Mont Pasubio             | Via Monte Pasubio              | Centre-ville             | Massif des Dolomites (2 239 mètres) |
| Rue du Mont Solarolo            | Via Monte Solarolo             | Centre-ville             | |
| Rue du Mont Vodice              | Via Monte Vodice               | Centre-ville             | Sommet slovène, lieu d'une importante bataille de la Première Guerre mondiale |
| Rue de Montmayeur               | Via Montmayeur                 | Saint-Martin-de-Corléans | Château situé près d'Arvier |
| Rue Italo Mus                   | Via Italo Mus                  | Saint-Martin-de-Corléans | Peintre châtillonnais (1892-1967) |
| Rue des Myosotis                | Via dei Myosotis               | Bibian                   | Plante de la famille des Boraginaceae, largement diffusée dans les Alpes |

## N
| Dénomination en français | Dénomination en italien | Quartier/localité | Notes                                                                                    |
| ------------------------ | ----------------------- | ----------------- | ---------------------------------------------------------------------------------------- |
| Place de Narbonne        | Piazza Narbonne         | Centre-ville      | Ville française jumelée avec Aoste, sous-préfecture du département de l'Aude (Occitanie) |
| Rue 4 novembre           | Via IV Novembre         | Centre-ville      | Jour de la fin de la Première Guerre mondiale (1918)                                     |

## O
| Dénomination en français | Dénomination en italien | Quartier/localité | Notes                                                                           |
| ------------------------ | ----------------------- | ----------------- | ------------------------------------------------------------------------------- |
| Rue César Ollietti       | Via Cesare Ollietti     | Centre-ville      | Partisan de la Résistance et protagoniste de l'autonomie valdôtaine (1918-1948) |
| Rue Saint-Ours           | Via Sant'Orso           | Bourg Saint-Ours  |                                                                                 |

## P
| Dénomination en français              | Dénomination en italien               | Quartier/localité        | Notes |
| ------------------------------------- | ------------------------------------- | ------------------------ | --- |
| Rue Ernest Page                       | Via Ernesto Page                      | Quartier de la Doire     | Avocat, homme politique et protagoniste de l'autonomie valdôtaine (1888-1969) |
| Boulevard de la paix                  | Viale della pace                      | Centre-ville             | |
| Route de Pallin                       | Strada di Pallin                      | Pallin                   | |
| Rue Paravera                          | Via Paravera                          | Centre-ville             | |
| Rue de Paris                          | Via Parigi                            | Saint-Martin-de-Corléans | Capitale de la France |
| Avenue des Partisans                  | Viale Partigiani                      | Centre-ville             | Avenue dédiée aux partisans valdôtains de la Résistance |
| Rue Pierre Pasquettaz                 | Via Pietro Pasquettaz                 | Condémine                | Partisan |
| Rue Alexandre Passerin d'Entrèves     | Via Alessandro Passerin d'Entrèves    | Porossan-Roppoz          | Philosophe valdôtain, militant antifasciste, partisan et historien du droit (1902-1985) |
| Rue des perce-neige                   | Via dei bucaneve                      | Bibian                   | |
| Rue abbé Auguste Petigat              | Via abbé Auguste Petigat              | Collignon                | Curé courmayeurein (1885-1958) |
| Rue du Piave                          | Via Piave                             | Centre-ville             | Fleuve italien sur les rives duquel fut arrêtée en 1917 l'offensive des armées autrichiennes et allemandes. |
| Rue du Petit-Saint-Bernard            | Via Piccolo San Bernardo              | Le Montfleury            | Col alpin entre l'Italie et la France |
| Rue Jean-Joseph-François de la Pierre | Via Jean-Joseph-François de la Pierre | Centre-ville             | Sénateur (1771-1858) du royaume de Sardaigne, originaire de Gressoney-Saint-Jean. |
| Rue du Plan des rives                 | Via Plan des rives                    | Condémine                | |
| Place Plouve                          | Piazza Plouve                         | Centre-ville             | Autrefois Rue de Plouve, le nom de cette place, orthographié par erreur comme Plouves jusqu'en 2013, fut changé en Place Adigrat par les autorités fascistes de 1937 à 1946.                                        |
| Rue Alexandre Pollio Salimbeni        | Via Alessandro Pollio Salimbeni       | Quartier Cogne           | Partisan (1895-1945). |
| Ruelle des Pompes                     |                                       | Vieille ville            | Autrefois Ruelle Saint-Grat, ruelle où se trouvait l'ancien dépôt des pompes à incendie. |
| Rue du Pont romain                    | Via Ponte romano                      | Le Pont-de-Pierre        | |
| Rue du Pont-Suaz                      | Via Pont-Suaz                         | Pont-Suaz                | Pont sur la Doire baltée reliant la commune d'Aoste avec celle de Charvensod. |
| Route de Porossan                     | Strada di Porossan                    | Porossan                 | |
| Rue de la Porte prétorienne           | Via Porta Prætoria                    | Vieille ville            | Autrefois Rue de la cité, rue qui relie la porte romaine principale d'Aoste, ancienne entrée orientale de la ville, avec la place Émile Chanoux. La porte divise traditionnellement le Bourg Saint-Ours de la Cité. |
| Ruelle des Prés-fossés                |                                       | Vieille ville            | |
| Rue Charles Promis                    | Via Carlo Promis                      | Centre-ville             | Archéologue et architecte (1808-1872). |

## Q
| Dénomination en français | Dénomination en italien | Quartier/localité | Notes |
| ------------------------ | ----------------------- | ----------------- | ----- |
| Rue de la Quintane       | Via Quintana            | Vieille ville     |       |

## R
| Dénomination en français          | Dénomination en italien             | Quartier/localité                                               | Notes |
| --------------------------------- | ----------------------------------- | --------------------------------------------------------------- | --- |
| Rue des régions                   | Via delle regioni                   | Saint-Martin-de-Corléans                                        | |
| Place de la République            | Piazza della Repubblica             | Centre-ville                                                    | Autrefois connue comme Le Plot et localement comme Place de la louve. |
| Rue Guy Rey                       | Via Guido Rey                       | Bourg-Saint-Ours                                                | Alpiniste, écrivain et photographe turinois (1861-1935). |
| Rue archidiacre René Ribitel      | Via arcidiacono René Ribitel        | Vieille ville                                                   | Autrefois Rue de la Ponteille Perron, rue dédiée au chanoine Ribitel (Gruffy, ? - Aoste, 19 janvier 1716) de la cathédrale d'Aoste originaire de la Savoie. qui occupe pendant 40 ans différentes charges dans le diocèse. Il légua la plupart de ses propriétés et richesses à la construction d'églises et couvents. En 1695 il institua une chaire de théologie au prieuré Saint-Jacquême, transféré ensuite au collège Saint-Bénin en 1702. Son nom est lié également au retrouvement de plusieurs pièces d'intérêt archéologique, notamment à Introd et à Morgex. |
| Route de la Rochère               | Strada della Rochère                | La Rochère                                                      | |
| Rue de Rome                       | Via Roma                            | Localités : Les Capucins, Condémine, Porossan-Roppoz, Borgnalle | Capitale d'Italie. Le nom de cette rue fut changé en Rue Addis-Abeba par les autorités fascistes de 1937 à 1946. |
| Place baron Pierre-Léonard Roncas | Piazza barone Pierre-Léonard Roncas | Vieille ville                                                   | Autrefois Place du palais, aujourd'hui dédiée au baron valdôtain (1562-1639) Premier secrétaire des États de Savoie. |

## S
| Dénomination en français                 | Dénomination en italien            | Quartier/localité        | Notes |
| ---------------------------------------- | ---------------------------------- | ------------------------ | --- |
| Rue Guido Saba                           | Via Guido Saba                     | Quartier Cogne           | Partisan actif en Vallée d'Aoste pendant la Seconde Guerre mondiale (1924-1944) |
| Rue Frédéric Sacco                       | Via Federico Sacco                 | Saint-Martin-de-Corléans | Dénomination officialisée le 23 avril 1956. |
| Rue monseigneur Pierre-François de Sales | Via mons. Pierre-François de Sales | Vieille ville            | Autrefois Ruelle Saint-Jacquême, rue dédiée à l'évêque d'Aoste (1704-1783) de 1741 à 1783, neveu de Saint-François de Sales.                                                                           |
| Place Bruno Salvadori                    | Piazza Bruno Salvadori             | Saint-Martin-de-Corléans | Journaliste et homme politique valdôtain (1942-1980). Dénomination officialisée le 19 décembre 1985.                                                                                                   |
| Route de Saumont                         | Strada di Saumont                  | Saumont                  | Toponyme. Dénomination officialisée en 1956. |
| Rue des Seigneurs de Quart               | Via dei signori di Quart           | Porossan-Roppoz          | Ancienne famille nobiliaire valdôtaine de Quart. Dénomination officialisée en 1995. |
| Rue de Sinaia                            | Via Sinaia                         | Le Montfleury            | Ville roumaine jumelée avec Aoste. Dénomination officialisée le 2 avril 1980. |
| Place Soldats de la neige                | Piazza Soldats de la neige         | Quartier Cogne           | Dénomination officialisée le 18 août 1995. |
| Rue Jean-Joconde Stévenin                | Via Jean-Joconde Stévenin          | Centre-ville             | Curé, homme politique et protagoniste de l'autonomie valdôtaine. Il occupe la charge de faisant fonction de syndic d'Aoste de 1917 à 1919 à cause de l'appel sous les drapeaux du syndic Désiré Norat. |

## T
| Dénomination en français                 | Dénomination en italien                | Quartier/localité       | Notes |
| ---------------------------------------- | -------------------------------------- | ----------------------- | --- |
| Rue Jean-Baptiste de Tillier             | Via Jean-Baptiste de Tillier           | Centre-ville            | Autrefois Rue de Nabuisson de la place Émile Chanoux jusqu'à l'intersection avec l'actuelle rue Gramsci et Rue Saint-Grat jusqu'à la Croix-de-Ville, rue dédiée à l'homme politique et historien valdôtain, secrétaire du Duché d'Aoste (1678-1744). Le nom de cette rue fut changé en Rue de Rome par les autorités fascistes de 1937 à 1946. |
| Rue de Tollein                           | Via de Tollein                         | Bourg Saint-Ours        | |
| Rue de la tour du lépreux                | Via Torre del Lebbroso                 | Centre-ville            | Autrefois Ruelle du Friour, rue dédiée à la tour rendue célèbre par le récit Le lépreux de la cité d'Aoste de Xavier de Maistre. |
| Rue de la Tour-du-Pailleron              | Via Tour du Pailleron                  | Centre-ville            | Dénomination officialisée le 2 avril 1969. |
| Rue de la Tourneuve                      | Via Tourneuve                          | Centre-ville            | Le nom de cette rue fut changé en Rue du mont Pasubio par les autorités fascistes de 1937 à 1946. |
| Rue Travailleurs-Victimes du Col du Mont | Via Lavoratori-Vittime del Col du Mont | Usine Cogne - Pépinière | Dénomination officialisée le 28 mai 2002. |
| Rue abbé Joseph-Marie Trèves             | Via abbé Joseph-Marie Trèves           | Centre-ville            | Curé et militant antifasciste, fondateur du mouvement La jeune Vallée d'Aoste. |
| Rue Trotechin                            | Via Trotechin                          | Vieille ville           | Autrefois, Rue du temple, en raison du fait que des restes d'un temple romain furent retrouvés dans une cave de cette rue. Le toponyme a été orthographié de façon incorrecte « Trottechien » de 1969 à 2013. |
| Rue de Turin                             | Via Torino                             | Centre-ville            | Capitale du Piémont et première capitale d'Italie (1861-1865) |
| Place de Tzambarlet                      | Piazza Tzambarlet                      | Champbarlet             | Dénomination officialisée en 1963. |

## V
| Dénomination en français                           | Dénomination en italien                | Quartier/localité   | Notes |
| -------------------------------------------------- | -------------------------------------- | ------------------- | --- |
| Rue Lino Vaccari                                   | Via Lino Vaccari                       | Beauregard          | Botaniste et président honoraire de la Société de la flore valdôtaine (1873-1951).                                                                                            |
| Rue des Vallées valdôtaines                        | Via Valli valdostane                   | Quartier du Buthier | |
| Passage du Verger                                  |                                        | Vieille ville       | |
| Rue Arthur Verraz                                  | Via Arturo Verraz                      | Quartier Cogne      | |
| Passage chanoine Pierre-Louis Vescoz               | Passaggio canonico Pierre-Louis Vescoz | Vieille ville       | Chanoine et botaniste, membre de la Société de la flore valdôtaine, né à Verrayes le 21 novembre 1840, mort à Aoste le 8 février 1925.                                        |
| Rue de l'ancienne vitrerie                         | Via dell'antica vetreria               | Bourg Saint-Ours    | |
| Rue de Vevey                                       | Via Vevey                              | Centre-ville        | Autrefois Rue de la Ressaz, rue dédiée à une ancienne famille noble valdôtaine. Le nom de cette rue fut changé en Rue des milices par les autorités fascistes de 1937 à 1946. |
| Place Victimes-des-Champs-d'Extermination-Nazistes | Piazza Caduti nei Lager Nazisti        | Centre-ville        | |
| Rue Victimes du travail                            | Via Caduti sul lavoro                  | Quartiere Buthier   | |
| Avenue 26 février                                  | Corso XXVI febbraio                    | Centre-ville        | Promulgation de l'autonomie valdôtaine (1948). |
| Rue de Viseran                                     | Via Viseran                            | Borgnalle           | Toponyme. |
| Rue du Voison (Chemin du Voison)                   | Via Voison                             | Centre-ville        | |
| Place René Vuillermin                              | Piazza René Vuillermin                 | Le Pont-de-Pierre   | Le nom de cette place fut changé en Place Térence Varron par les autorités fascistes de 1937 à 1946.                                                                          |
| Rue Aurore Vuillerminaz                            | Via Aurora Vuillerminaz                | Quartier Cogne      | Née le 22 mars 1922 à Saint-Vincent, épouse d'Adolphe Ourlaz, elle rejoint la lutte des partisans dans la vallée de Cogne. Fusillée à 22 ans le 16 octobre 1944 à Villeneuve. |

## Z
| Dénomination en français | Dénomination en italien | Quartier/localité        | Notes                                                                                                  |
| ------------------------ | ----------------------- | ------------------------ | --- |
| Rue Anton Zimmermann     | Via Anton Zimmermann    | Saint-Martin-de-Corléans | Entrepreneur gressonard (1803-1873), fondateur en 1837 de la brasserie « Aoste » dans la vieille ville |